# Quincussis
Der Quincussis (lat. quinque, dt. fünf) ist die moderne Bezeichnung für eine gegossene Bronzemünze, die während der römischen Republik geprägt wurde. Diese Münze hat den Wert von fünf Assen. Der altertümliche Name dieser Münze ist nicht erhalten.
Der Quincussis spielte wahrscheinlich nie eine Rolle in der römischen Münzpolitik und wurde bereits kurze Zeit nach der Herausgabe durch den Denar ersetzt. Er wurde zeitgleich mit dem Decussis zum Ende der Schwergeldzeit eingeführt. Bisher wurde nur ein einziger Typ dieser Münze entdeckt, der auf etwa das Jahr 215 v. Chr. datiert wird, gefunden. Von diesem Typ wiederum wurde bis heute nur ein einziges Exemplar gefunden. Auf dem Avers ist der Kopf der Göttin Roma abgebildet, darüber steht das Wertzeichen V (die römische Bezeichnung für die Zahl fünf). Auf dem Revers findet sich eine nach links weisende Prora, über der das Wertzeichen steht.